# لورنزو جیمز هنری
لورنزو جیمز هنری (انگلیسی: Lorenzo James Henrie؛ زادهٔ ۲۹ ژوئن ۱۹۹۳) یک هنرپیشه اهل ایالات متحده آمریکا است. وی از سال ۲۰۰۴ میلادی تاکنون مشغول فعالیت بوده‌است.
از فیلم‌ها یا برنامه‌های تلویزیونی که وی در آن نقش داشته‌است می‌توان به از مردگان متحرک بترسید اشاره کرد.

## گزیده فیلمشناسی
از فیلم‌ها یا برنامه‌های تلویزیونی که وی در آن نقش داشته‌است می‌توان به آثار زیر اشاره کرد.
- پیشتازان فضا (فیلم) (۲۰۰۹)
- پل بلارت: پلیس بازار ۲ (۲۰۱۵)
- دنیای مالکوم (۲۰۰۴)
- سی‌اس‌آی: میامی (۲۰۰۷)
- ان‌سی‌آی‌اس: لس آنجلس (۲۰۱۰)
- از مردگان متحرک بترسید (۲۰۱۵–۲۰۱۶)

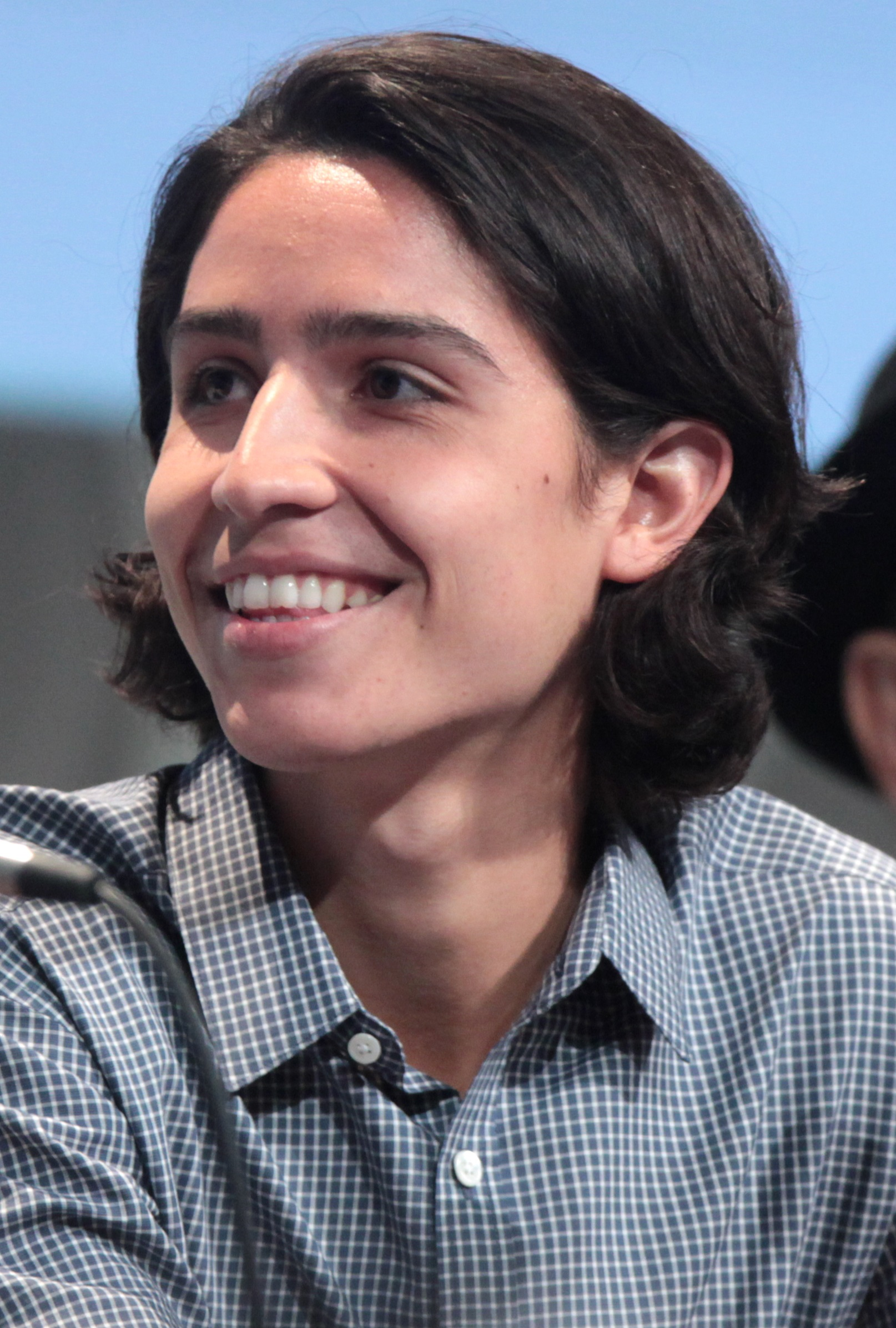

- مأموران شیلد (۲۰۱۶)